# Ризонер, Гарри
Гарри Ризонер (англ. Harry Truman Reasoner; 1923—1991) — американский журналист и телекомментатор, работавший в компаниях ABC и CBS, один из основателей программы «60 минут».

## Биография

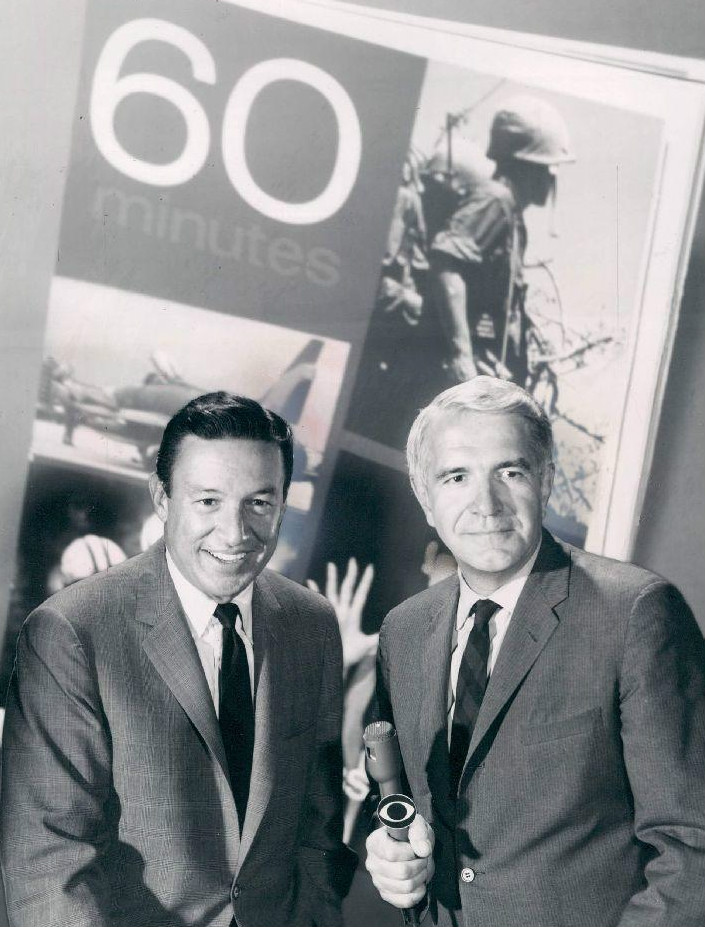
Майк Уоллес и Гарри Ризонер на премьере «60 минут» в 1968 году

Родился 17 апреля 1923 года в городе Dakota City, штат Айова, в семье Harry Ray Reasoner и Eunice G Nichols Reasoner, где, кроме него, была ещё старшая дочь Эстер.
Перед поступлением в школу его образованием занималась мать, от которой он унаследовал выразительную речь. Обучался в West High School города Миннеаполис, где у него появился интерес к журналистике. Окончив школу в 1940 году, продолжил своё образование в Стэнфордском университете, а затем — в университете Миннесоты. Принимал участие во Второй мировой войне, после окончания которой продолжил карьеру журналиста в Миннеаполисе раза. Во время войны написал роман Tell Me About Women, опубликованный в 1946 году.
В 1948 году Ризонер стал работать на радио в компании CBS в информационном агентстве США на Филиппинах. Вернувшись в Соединённые Штаты, работал на телевидении на станции KEYD (позже KMSP) в Миннеаполисе. Здесь в 1949 году баллотировался в городской совет от республиканцев, получив 381 голосов (4,4 процента). В 1958 году снова стал работать на CBS уже в Нью-Йорке, где с 1961 по 1963 годы был ведущим программы Calendar. Принимал участие в освещении убийства президента США Джона Кеннеди в пятницу, 22 ноября 1963 года.
В 1968 году Ризонер вместе с Майком Уоллесом начал вести журнал новостей «60 минут», где часто сотрудничал с журналистом и писателем Энди Руни, который в конце своей жизни, в 2011 году, заявил, что Гарри Ризонер был выдающимся журналистом.
В 1970 году работал в компании ABC в ночном выпуске новостей (до 1975 года). В июне 1978 года снова вернулся на CBS, где возобновил свои обязанности в передаче «60 минут». Работал на этой программе до своего выхода на пенсию 19 мая 1991 года.
Гарри Ризонер перенес две операции при лечении рака легких в 1985 и 1987 годах. Выйдя на пенсию в мае 1991 года, умер через три месяца — 6 августа, от кровоизлияния в мозг, полученного при падении в своем доме в городе Westport, штат Коннектикут. Был похоронен на кладбище Union Cemetery города Humboldt, штат Айова.
Ризонер был дважды женат, на Kathleen Carroll Reasoner (в 1946—1981 годах) и Lois Harriett Weber (в 1988—1991 годах). Был удостоен в 1967 году премий Эмми и Пибоди.